# برند کارپ
برند کارپ (انگلیسی: Berend Carp; ۱۷ آوریل ۱۹۰۱ – ۲۲ ژوئیهٔ ۱۹۶۶) قایقران قایق بادبانی اهل هلند بود.